# Blanca của Castilla
Blanca của Castilla (tiếng Tây Ban Nha: Blanca de Castilla, tiếng Basque: Zuria Gaztelakoa, tiếng Pháp: Blanche de Castille; 4 tháng 3 năm 1188 - 27 tháng 11 năm 1252) là Vương hậu Pháp với tư cách là người vợ duy nhất của Nhà vua Louis VIII. Bà đã là một nhiếp chính hai lần trong triều đại của con trai mình, Louis IX: trong thời thời gian ngắn từ 1226 đến 1234, và trong thời gian chồng vắng mặt từ 1248 đến 1252. Bà sinh ra ở Palencia, Tây Ban Nha, 1188, con gái thứ ba của Alfonso VIII, vua của Castilla và Eleanor của Anh, con gái của Vua Henry II của Anh. Blanca là người duy nhất sinh ra một vị vua Pháp được làm thánh và cũng là vương hậu Pháp duy nhất có 2 hậu duệ được làm thánh: Louis IX là vua Pháp và Thánh Isabelle của Pháp.

## Cuộc sống ban đầu
Thời trẻ, bà đến thăm Tu viện Santa María la Real de Las Huelgas, do cha mẹ bà thành lập vài lần. Do Hiệp ước Le Goulet giữa Philippe Augustus và John của Anh, em gái của Blanca, Urraca, được hứa hôn với Louis, con trai của Philippe. Sau khi gặp hai chị em, bà ngoại của họ, Aliénor xứ Aquitaine (người từng là vương hậu nước Pháp) đánh giá rằng tính cách của Blanca phù hợp hơn để hoàn thành vai trò. Vào mùa xuân năm 1200, Aliénor đã cùng Blanca vượt qua dãy núi Pyrenees và đưa bà đến Pháp.